# Le Procès des doges
Pour les articles homonymes, voir Le Petit Boulanger de Venise et Il fornaretto di Venezia.
Pour plus de détails, voir Fiche technique et Distribution.
Le Procès des doges ou Le Petit Boulanger de Venise (Il fornaretto di Venezia) est un film dramatique italien réalisé par Duccio Tessari, sorti en 1963.

## Synopsis
Dans les années 1500, à Venise, un jeune boulanger est retrouvé penché sur le cadavre d’Alvise Guoro, un noble connu pour ses manières arrogantes et sa convoitise sur les femmes des autres. Injustement accusé du crime et soumis à de cruelles tortures, le boulanger avoue et est condamné à mort à l’issue d’un simulacre de procès. Pris de remords, le comte Lorenzo Barbo avouera qu’il est l’assassin du noble assassiné, mais le boulanger sera tout de même exécuté.

## Fiche technique
- Titre original : Il fornaretto di Venezia
- Titre français : Le Procès des doges ou Le Petit boulanger de Venise
- Réalisation : Duccio Tessari
- Scénario : Duccio Tessari et Marcello Fondato d'après le roman de Francesco Dall'Ongaro
- Photographie : Carlo Carlini
- Musique : Armando Trovajoli
- Pays d'origine :  Italie
- Format : Couleurs - Mono
- Genre : Film dramatique
- Date de sortie : 
  -  Italie : 24 août 1963
  -  France : 3 avril 1964
  -  Allemagne de l'Ouest : 6 octobre 1964

## Distribution
- Jacques Perrin : Pietro
- Michèle Morgan : Princesse Sofia
- Enrico Maria Salerno : Lorenzo Barbo
- Sylva Koscina : Clemenza
- Stefania Sandrelli : Anella
- Gastone Moschin : Consigliere Garzone
- Fred Williams : Alvise
- Mario Brega : Bartolo
- Viktor Stacic : Le doge
- Duccio Tessari : Orazio
- Sima Janicijevic : Facciol père

## Voix françaises
- André Falcon (Enrico Maria Salerno)
- Claude Bertrand (Mario Brega)
- Fred Pasquali (Comédien)
- Georges Hubert (Sima Janicijevic)
- Jacques Berlioz (Viktor Starcic)
- Jacques Perrin (Lui-même)
- Jean Martinelli (Gastone Moschin)
- Jean-Louis Jemma (Homme au turban)
- Jean-Louis Jemma (Duccio Tessari)
- Maurice Pierrat
- Michèle Morgan (Elle-même)
- Pierre Leproux (Un homme à sa fenêtre)
- Pierre Vaneck (Peintre barbu)
- Raymond Rognoni (Ugo Attanasio)
- Roger Rudel (Peintre)
- Roger Tréville (Membre du conseil)
- Serge Lhorca (Comédien)
- Yves Furet (Témoin du meurtre)